# Mihaljekov Jarek
Mihaljekov Jarek je naselje u južnom dijelu Grada Krapine. Jedno je od 8 mjesnih odbora u Gradu u koje pripadaju 3 naselja: Mihaljekov jarek, Straža Krapinska i Polje Krapinsko u kojima živi ~ 1400 stanovnika. Naselje je poznato po tome što su u njemu 1895. g pronađena dva žrtvenika posvećena starorimskom bogu Jupiteru. Danas je naselje poznato po očuvanju pokladnih običaja.

## Stanovništvo
| broj stanovnika | 139   | 192   | 226   | 270   | 298   | 355   | 314   | 345   | 427   | 400   | 416   | 515   | 478   | 469   | 494   | 469   | 444   |
|                 | 1857. | 1869. | 1880. | 1890. | 1900. | 1910. | 1921. | 1931. | 1948. | 1953. | 1961. | 1971. | 1981. | 1991. | 2001. | 2011. | 2021. |